# أندرو برستون
أندرو برستون (بالإنجليزية: Andrew Preston)‏ هو شخصية أعمال أمريكي، ولد في 1846، وتوفي في 1924.